# Tetracloroetene
Il tetracloroetene (o tetracloroetilene o percloroetilene) è un composto binario del carbonio con il cloro (un cloruro di carbonio, o clorocarburo), meglio conosciuto in chimica organica come alogenoalchene, avente formula molecolare C2Cl4 (Cl2C=CCl2). La sua struttura è analoga a quella di una molecola di etene in cui i quattro atomi di idrogeno sono stati sostituiti da altrettanti atomi di cloro.
A temperatura ambiente si presenta come un liquido denso (1,62 g/mL), incolore, dall'odore riportato come simile al cloroformio o anche come etereo e non infiammabile, a notevole differenza del tetrafluoroetilene, infiammabilissimo, la cui molecola è analoga e isoelettronica di valenza. È immiscibile con l'acqua e si trova come corpo di fondo.
È un composto pericoloso per l'ambiente e tossico per gli organismi acquatici (come molti alogenuri organici è scarsamente biodegradabile). Non è infiammabile.
Viene utilizzato nelle lavanderie a secco, come solvente per lo sgrassaggio dei metalli, nell'industria chimica e farmaceutica, nell'uso domestico.
In quanto solvente può essere sostanza d'abuso.
In Italia, il quadro normativo in materia di rifiuti considera i rifiuti contenenti tetracloroetene come "rifiuti pericolosi", tali rifiuti non devono essere smaltiti in fognatura, ma devono essere caratterizzati per verificarne l'ammissibilità a recupero o discarica, se consentita dal codice EER assegnatogli. 

## Effetti sulla salute
La sostanza può essere assorbita dall'organismo per inalazione, per ingestione e attraverso la cute. La sostanza è irritante per gli occhi, la pelle e il tratto respiratorio. L'esposizione al tetracloroetene può infatti causare irritazioni cutanee in quanto dissolve i tessuti adiposi, e può inoltre agire come depressivo del sistema nervoso centrale in caso di inalazione. Se ingerita può causare malessere e provocare il vomito. L'esposizione ad alti livelli potrebbe provocare sonnolenza e perdita di coscienza. Diversi studi hanno associato l'esposizione cronica o occupazionale al tetracloroetene ad un aumentato rischio di cancro, e pertanto il composto è stato classificato come possibile cancerogeno dall'International Agency for Research on Cancer (IARC).

## Siti contaminati
In Italia, il composto è attualmente presente nelle acque di siti contaminati, quali l'ex Raffineria di Fornovo di Taro (in fase di bonifica), in alcuni dei relativi pozzi di estrazione nell'area, nell'area Ex Carbochimica di Fidenza e altri siti di interesse nazionale.
Nel novembre 2010, ARPA Umbria ha iniziato un monitoraggio degli acquiferi di interesse regionale nell'area del Comune di Foligno. Lo studio ha evidenziato una vasta contaminazione da composti organici alogenati, prevalentemente alla presenza di tetracloroetilene (PCE), che è stato rilevato nell'acquifero freatico corrispondente a larga parte dell'area urbana di Foligno attorno al fiume Topino e nell'acquifero artesiano di Cannara. Si presume che la sorgente della contaminazione sia nell’area compresa fra il centro storico, le O.G.R., l’ex Umbra Cuscinetti, l’ex Colorificio Mariotti e la caserma Gonzaga.
Nel gennaio 2014, una concentrazione oltre i limiti legali (10 µg/l) fu riscontrata dall'ARPA Campania nelle acque dell'Alto Calore, causando la sospensione dell'erogazione dell'acqua potabile nei comuni di Montoro e di Solofra. Il primo pozzo inquinato si trovava a ridosso di una lavanderia industriale, di cui si presume sia la responsabilità e solo dopo che fu chiuso fu risolto il problema a Solofra. Nel dicembre 2024 causò di nuovo la non potabilità dell'acqua di Montoro.